# Michael O'Moore Creagh
Michael O'Moore Creagh, britanski general, * 1891, † 1970.